# Pardosa naevia
Pardosa naevia là một loài nhện trong họ Lycosidae.
Loài này thuộc chi Pardosa. Pardosa naevia được Ludwig Carl Christian Koch miêu tả năm 1875.